# Sorsele (Gemeinde)
Koordinaten: 65° 32′ N, 17° 33′ O

Sorsele ist eine Gemeinde (schwedisch kommun) in der schwedischen Provinz Västerbottens län und der historischen Provinz Lappland. Der Hauptort der Gemeinde ist Sorsele.
Im Hauptort wohnt fast die Hälfte der gesamten Bevölkerung. Weitere Dörfer sind Blattnicksele, Ammarnäs, Gargnäs, Klippen und mehrere andere kleine Orte. Die Gemeinde ist flächenmäßig eine der größten Gemeinden in Schweden, doch zählt sie mit einer Bevölkerungsdichte von 0,31 Einwohner pro km² zu den am dünnsten besiedelten.

## Verkehr
Die wichtigsten Straßenverbindungen sind die Europastraße 45 und die Provinzstraße 363 von Umeå nach Ammarnäs, mit 325 km Strecke der längste „Länsväg“ Schwedens.
Die Inlandsbahn durchquert das Gemeindegebiet im Südosten mit Halt im Hauptort Sorsele und Bedarfshalten in Buresjön, Blattnicksele und Sandsjönäs.

## Wirtschaft
Mit den Sorsele Proving Grounds besteht in der Gemeinde ein Automobil-Testgelände.

## Sehenswürdigkeiten
Im Hauptort Sorsele zeigt das Inlandsbahnmuseum die Geschichte der Inlandsbahn. Ebenfalls von Sorsele aus befährt der Älvkungen („Flusskönig“), ein zwölf Meter langes Schiff, das alten Plänen nachgebaut ist, den Vindelälven.
Etwa 60 km von Sorsele entfernt in Richtung Ammarnäs liegt die kleine Kirche Gillesnuole mit separatem Glockenturm. Die Viktoriakirche 80 Kilometer westlich von Sorsele wurde 1936–38 mit einer anonymen Spende von 12.000 Kronen errichtet.
Die Gemeinde bietet einige landschaftliche Höhepunkte. Das Gimegoults-Naturschutzgebiet liegt ca. 15 Kilometer östlich von Sorsele und ist über einen 1,5 Kilometer langen Wanderweg zu erreichen. Sanderseleforsen ist ein Naturreservat mit Aussicht über die Stromschnellen. Das Naturschutzgebiet Vindelfjällen liegt im Westen der Gemeinde um Ammarnäs herum. In ihm findet sich der Moränenhügel Potatisbacken („Kartoffelberg“). Auch der Kungsleden („Königsweg“) durchquert hier die Gemeinde. Der Wasserfall Brudslöjan liegt etwa 50 km von Sorsele in Richtung Ammarnäs entfernt.

## Weitere Orte in der Gemeinde
- Aha[3]